# Відьма (фільм, 2006)
Відьма (рос. Ведьма) — російський художній фільм жахів режисера Олега Фесенко із Валерієм Ніколаєвим в головній ролі; сюжет створено за мотивами повісті М. Гоголя «Вій». У Росії фільм вперше було продемонстровано 30 листопада 2006 року, в Україні — 25 січня 2007 року.

## Сюжет
Головний герой — журналіст Айван, що звик отримувати від життя насолоду — отримує від керівництва завдання — дослідити загадкові явища у віддаленому містечку. Увечері починається злива, мотор його машини глохне й Айван вимушений шукати прихистку. У найближчому старовинному будинку його зустрічає мовчазна стара, що впускає його до себе. В одній з кімнат він бачить звабливу красуню. Наблизившись до Айвана, вона перетворюється на відьму. Журналіст вбиває її й тікає на дорогу, забувши прихопити свій мокрий одяг. У темряві він натрапляє на машину мертвого священика. Айван вдягає його одяг й прямує до містечка. Там видає себе за вбитого панотця й оселяється в будинку місцевого шерифа. Той розповідає журналістові, що вчора в нього померла донька Меріл, і її останньою волею було те, щоб священик три ночі молився за її душу. У померлій жінці Айван впізнає відьму, яку задушив минулої ночі. Айван намагається тікати, та навіть після того, як признається в своєму обмані, змушений повертатися до покинутої церкви й служити панахиду за померлою, яка вночі оживає й літає навколо чоловіка. Порадами допомагає Айванові місцевий чоловік в інвалідному візку. Останньої ночі, коли шансів вижити в Айвана майже не залишалося, він знайшов у собі віру в Бога і зміг врятуватися від нечистої сили.

## У головних ролях
- Валерій Ніколаєв — Айван Бергхоф;
- Євгенія Крюкова — Меріл (відьма);
- Лембіт Ульфсак — шериф (батько Меріл);
- Арніс Ліцитіс — містер Патч;
- Юхан Ульфсак — перший помічник шерифа;
- Райн Толк — другий помічник шерифа;
- Іта Евер — стара відьма;
- Ян Реккор — священик;
- Петер Волконскі — лікар.

## Факти
- У процесі зйомок розглядалися інші варіанти назви кінофільму — «Остання молитва» та «Вій: під владою страху». У США в прокаті фільм з'явився 19 серпня 2008 року під назвою «Evil».
- Фільм знімався англійською мовою й переозвучувався для російськомовних глядачів;
- Тривалість епізодів, знятих за допомогою комп'ютерної графіки — 16 хвилин.
- Зйомки відбувалися в естонському місті Нарва.

## Номінації

### MTV Росія, 2007
- Найкращий лиходій — Євгенія Крюкова.

## Касові збори
Під час показу в Україні, що розпочався 25 січня 2007 року, протягом перших вихідних фільм зібрав $36,202 і посів 6 місце в кінопрокаті того тижня. Фільм опустився на сьому сходинку українського кінопрокату наступного тижня і зібрав за ті вихідні ще $15,823. Загалом фільм в кінопрокаті України пробув 2 тижні і зібрав $90,008, посівши 113 місце серед найбільш касових фільмів 2007 року.